# Christian River
Der Christian River ist ein rund 230 Kilometer langer rechter Nebenfluss des Yukon River im Zentrum des US-Bundesstaats Alaska.

## Verlauf
Er entspringt im Interior östlich von Arctic Village und südlich der Brookskette beim Shark Edge Mountain, fließt südwärts und mündet 27 Kilometer westlich von Fort Yukon im Cutoff Slough in den Yukon River. Der Christian River verläuft östlich des Flusslaufs des Chandalar River.

## Name
Der Name stammt von Goldsuchern und wurde 1909 von A. G. Maddren vom United States Geological Survey dokumentiert.